# Begonia jingxiensis
Espèce
Begonia jingxiensis est une espèce de plantes de la famille des Begoniaceae.
Elle a été décrite en 2004 par Ding Fang et Yi Gang Wei.